# Dirka po Emiliji
Dira po Emiliji (izvirno Giro dell'Emilia) je jesenska enodnevna mini klasična kolesarska dirka v Italiji, ki so jo prvič organizirali leta 1909. Trenutno je del drugega kakovostnega razreda UCI ProSeries.
Dirka je tradicionalno na sporedu konec septembra ali v začetku oktobra, prva v paketu z vsemi ostalimi jesenskimi italijanskimi polklasikami Coppa Bernochi, Tri doline Vareseja, Gran Piemonte, vse te bolj kot priprava na zadnji, jesenski spomenik sezone na Dirko po Lombardiji.
Dirko so zmagala imena kot so Fausto Coppi, Gino Bartali, Eddy Merckx, Primož Roglič in Tadej Pogačar.

## Trasa
Štart dirke je v Bologni, potem gre povečini čez Appeninsko Toskansko-Emilijski nacionalni park in z ciljem spet v Bologni, ki se konča z 5 krogi z izjemno zahtevnimi vzponi na Orfanelle, Montalbano in Casaglio.

## Zgodovina
Dirka ima izjemno bogato tradicijo, je ena najstarejših dirk, a še nikoli ni bila del svetovne serije. 
Leta 2005 je postala del serije UCI Europe Tour, kategorije 1.HC. Od 2020 je del UCI ProSeries.

## Moški

### Zmagovalci po letih
| Leto | Zmagovalec               | Drugi                | Tretji               |
| ---- | ------------------------ | -------------------- | -------------------- |
| 1909 | IEberardo Pavesi         | Giuseppe Brambilla   | Luigi Ganna          |
| 1910 | Luigi Ganna              | Pierino Albini       | Alfredo Sivocci      |
| 1911 | Clemente Canepari        | Vincenzo Borgarello  | Carlo Durando        |
| 1912 | Ugo Agostoni             | Giuseppe Santhia     | Costante Girardengo  |
| 1913 | lfonso Calzolari         | Ezio Corlaita        | Carlo Durando        |
| 1914 | Ezio Corlaita            | Costante Girardengo  | Carlo Durando        |
| 1915 | dirke ni bilo            | dirke ni bilo        | dirke ni bilo        |
| 1916 | dirke ni bilo            | dirke ni bilo        | dirke ni bilo        |
| 1917 | Angelo Gremo             | Luigi Lucotti        | Costante Girardengo  |
| 1918 | Costante Girardengo      | Leopoldo Torricelli  | Alfonso Calzolari    |
| 1919 | Costante Girardengo      | Ezio Corlaita        | Lauro Bordin         |
| 1920 | Giovanni Brunero         | Costante Girardengo  | Emilio Petiva        |
| 1921 | Costante Girardengo      | Giovanni Brunero     | Bartolomeo Aimo      |
| 1922 | Costante Girardengo      | Alfredo Sivocci      | Ugo Agostoni         |
| 1923 | Michele Gordini          | Giuseppe Enrici      | Pasquale Di Pietro   |
| 1924 | Pietro Linari            | Gaetano Belloni      | Costante Girardengo  |
| 1925 | Costante Girardengo      | Alfredo Binda        | Giovanni Brunero     |
| 1926 | dirke ni bilo            | dirke ni bilo        | dirke ni bilo        |
| 1927 | Domenico Piemontesi      | Alfredo Binda        | Allegro Grandi       |
| 1928 | Alfonso Piccin           | Pietro Fossati       | Michele Mara         |
| 1929 | Allegro Grandi           | Adolfo Bordoni       | Felice Gremo         |
| 1930 | Mario Bonetti            | Camillo Erba         | Attilio Pavesi       |
| 1931 | Glauco Servadei          | Giovanni Tulipani    | Renato Scorticati    |
| 1932 | dirke ni bilo            | dirke ni bilo        | dirke ni bilo        |
| 1933 | dirke ni bilo            | dirke ni bilo        | dirke ni bilo        |
| 1934 | Marco Cimatti            | Romeo Rossi          | Mario Simoni         |
| 1935 | Aldo Bini                | Eugenio Gestri       | Ruggero Balli        |
| 1936 | Giuseppe Olmo            | Olimpio Bizzi        | Pietro Rimoldi       |
| 1937 | Cesare Del Cancia        | Adriano Vignoli      | Giovanni Gotti       |
| 1938 | Corrado Ardizzoni        | Bianco Bianchi       | Renzo Silvestri      |
| 1939 | Serafino Biagioni        | Doro Morigi          | Giovanni Brotto      |
| 1940 | Osvaldo Bailo            | Mario Ricci          | Pietro Rimoldi       |
| 1941 | Fausto Coppi             | Enrico Mollo         | Gino Bartali         |
| 1942 | Adolfo Leoni             | Aldo Bini            | Cino Cinelli         |
| 1943 | Nedo Logli               | Primo Zuccotti       | Elio Bertocchi       |
| 1944 | dirke ni bilo            | dirke ni bilo        | dirke ni bilo        |
| 1945 | dirke ni bilo            | dirke ni bilo        | dirke ni bilo        |
| 1946 | Adolfo Leoni             | Sergio Maggini       | Serse Coppi          |
| 1947 | Fausto Coppi             | Gino Bartali         | Alfredo Martini      |
| 1948 | Fausto Coppi             | Vittorio Rossello    | Settimio Simonini    |
| 1949 | Virgilio Salimbeni       | Sergio Pagliazzi     | Silvio Pedroni       |
| 1950 | Luciano Maggini          | Enzo Nannini         | Danilo Barozzi       |
| 1951 | Luciano Maggini          | Giorgio Albani       | Sergio Pagliazzi     |
| 1952 | Gino Bartali             | Giuseppe Minardi     | Fausto Coppi         |
| 1953 | Gino Bartali             | Giancarlo Astrua     | Lido Sartini         |
| 1954 | Nino Defilippis          | Rino Benedetti       | Michele Gismondi     |
| 1955 | Nino Defilippis          | Bruno Monti          | Eugenio Bertoglio    |
| 1956 | Bruno Monti              | Adolfo Grosso        | Rino Benedetti       |
| 1957 | Bruno Monti              | Giuseppe Fallarini   | Angelo Conterno      |
| 1958 | Diego Ronchini           | Noe Conti            | Vito Favero          |
| 1959 | Ercole Baldini           | Alessandro Fantini   | Walter Martin        |
| 1960 | Pierino Baffi            | Diego Ronchini       | Carlo Brugnami       |
| 1961 | Diego Ronchini           | Giorgio Zancanaro    | Franco Balmamion     |
| 1962 | Bruno Mealli             | Walter Martin        | Antonio Suárez       |
| 1963 | talo Zilioli             | Silvano Ciampi       | Giovanni Bettinelli  |
| 1964 | dirke ni bilo            | dirke ni bilo        | dirke ni bilo        |
| 1965 | Michele Dancelli         | Adriano Durante      | Franco Bitossi       |
| 1966 | Carmine Preziosi         | Italo Mazzacurati    | Luigi Zuccotti       |
| 1967 | Michele Dancelli         | Guido De Rosso       | Franco Bitossi       |
| 1968 | Gianni Motta             | Giancarlo Polidori   | Claudio Michelotto   |
| 1969 | Gianni Motta             | Franco Bitossi       | Felice Gimondi       |
| 1970 | Franco Bitossi           | Italo Zilioli        | Michele Dancelli     |
| 1971 | Gianni Motta             | Ole Ritter           | Giancarlo Polidori   |
| 1972 | Eddy Merckx              | Santiago Lazcano     | Felice Gimondi       |
| 1973 | Franco Bitossi           | Marcello Bergamo     | Miguel María Lasa    |
| 1974 | Francesco Moser          | Roger De Vlaeminck   | Tino Conti           |
| 1975 | Enrico Paolini           | Felice Gimondi       | Alfredo Chinetti     |
| 1976 | Roger De Vlaeminck       | Italo Zilioli        | Glauco Santoni       |
| 1977 | Mario Beccia             | Bernt Johansson      | Phil Edwards         |
| 1978 | Bernt Johansson          | Wladimiro Panizza    | Alfio Vandi          |
| 1979 | Francesco Moser          | Pierino Gavazzi      | Silvano Contini      |
| 1980 | Gianbattista Baronchelli | Wladimiro Panizza    | Jorgen Marcussen     |
| 1981 | Pierino Gavazzi          | Francesco Moser      | Silvano Contini      |
| 1982 | Pierino Gavazzi          | Silvano Contini      | Emanuele Bombini     |
| 1983 | Cesare Cipollini         | Daniele Caroli       | Dag Erik Pedersen    |
| 1984 | Ezio Moroni              | Michael Wilson       | Roberto Ceruti       |
| 1985 | Acácio da Silva          | Claudio Corti        | Marino Lejarreta     |
| 1986 | Hubert Seiz              | Dag Erik Pedersen    | Pierino Gavazzi      |
| 1987 | Jean-François Bernard    | Moreno Argentin      | Jiří Škoda           |
| 1988 | Tony Rominger            | Maurizio Fondriest   | Rolf Sorensen        |
| 1989 | Dimitrij Konjišev        | Maurizio Fondriest   | Mauro Gianetti       |
| 1990 | Davide Cassani           | Gilles Delion        | Yvon Madiot          |
| 1991 | Davide Cassani           | Ivan Gotti           | Charly Mottet        |
| 1992 | Gianni Bugno             | Davide Cassani       | Stephen Hodge        |
| 1993 | Maurizio Fondriest       | Pascal Richard       | Claudio Chiappucci   |
| 1994 | Francesco Casagrande     | Maurizio Fondriest   | Davide Cassani       |
| 1995 | Davide Cassani           | Massimo Donati       | Alessio Di Basco     |
| 1996 | Michele Bartoli          | Luc Leblanc          | Bjarne Riis          |
| 1997 | Oleksandr Gončenkov      | Sergio Barbero       | Felice Puttini       |
| 1998 | Mirko Celestino          | Massimo Donati       | Michele Bartoli      |
| 1999 | Michael Boogerd          | Massimo Donati       | Marcello Siboni      |
| 2000 | Gilberto Simoni          | Massimo Codol        | Mirko Celestino      |
| 2001 | Jan Ullrich              | Francesco Casagrande | Davide Rebellin      |
| 2002 | Michele Bartoli          | Ivan Basso           | Michael Rasmussen    |
| 2003 | José Iván Gutiérrez      | Aleksander Kolobnjev | Davide Rebellin      |
| 2004 | Ivan Basso               | Francesco Casagrande | Rinaldo Nocentini    |
| 2005 | Gilberto Simoni          | Fränk Schleck        | Mirko Celestino      |
| 2006 | Davide Rebellin          | Danilo Di Luca       | Giuseppe Di Grande   |
| 2007 | Fränk Schleck            | Davide Rebellin      | Christopher Horner   |
| 2008 | Danilo Di Luca           | Davide Rebellin      | Aleksander Kolobnjev |
| 2009 | Robert Gesink            | Jakob Fuglsang       | Thomas Lövkvist      |
| 2010 | Robert Gesink            | Daniel Martin        | Michele Scarponi     |
| 2011 | Carlos Betancur          | Bauke Mollema        | Rigoberto Urán       |
| 2012 | Nairo Quintana           | Fredrik Kessiakoff   | Franco Pellizotti    |
| 2013 | Diego Ulissi             | Chris Anker Sorensen | Davide Villella      |
| 2014 | Davide Rebellin          | Ángel Madrazo        | Franco Pellizotti    |
| 2015 | Jan Bakelants            | Andrea Fedi          | Ángel Madrazo        |
| 2016 | Esteban Chaves           | Romain Bardet        | Rigoberto Urán       |
| 2017 | Giovanni Visconti        | Vincenzo Nibali      | Rigoberto Urán       |
| 2018 | Alessandro De Marchi     | Rigoberto Urán       | Dylan Teuns          |
| 2019 | Primož Roglič            | Michael Woods        | Sergio Higuita       |
| 2020 | Aleksander Vlasov        | Joao Almeida         | Diego Ulissi         |
| 2021 | Primož Roglič            | Joao Almeida         | Michael Woods        |
| 2022 | Enric Mas                | Tadej Pogačar        | Domenico Pozzovivo   |
| 2023 | Primož Roglič            | Tadej Pogačar        | Simon Yates          |
| 2024 | Tadej Pogačar            | Tom Pidcock          | Davide Piganzoli     |

### Večkratni zmagovalci
Aktivni kolesarji v poudarjenem tonu.
| Zmage | Kolesar             | Edicija                      |
| ----- | ------------------- | ---------------------------- |
| 5     | Costante Girardengo | 1918, 1919, 1921, 1922, 1925 |
| 3     | Fausto Coppi        | 1941, 1947, 1948             |
| 3     | Gianni motta        | 1968, 1969, 1971             |
| 3     | Davide Cassani      | 1990, 1991, 1995             |
| 3     | Primož Roglič       | 2019, 2021, 2023             |
| 2     | Adolfo Leoni        | 1942, 1946                   |
| 2     | Luciano Maggini     | 1950, 1951                   |
| 2     | Gino Bartali        | 1952, 1953                   |
| 2     | Nino Defilippis     | 1953, 1954                   |
| 2     | Bruno Monti         | 1956, 1957                   |
| 2     | Diego Ronchini      | 1958, 1961                   |
| 2     | Michele Dancelli    | 1965, 1967                   |
| 2     | Franco Bitossi      | 1970, 1973                   |
| 2     | Francesco Moser     | 1974, 1979                   |
| 2     | Pierino Gavazzi     | 1981, 1982                   |
| 2     | Michele Bartoli     | 1996, 2002                   |
| 2     | Gilberto Simoni     | 2000, 2005                   |
| 2     | Davide Rebellin     | 2006, 2014                   |
| 2     | Robert Gesink       | 2009, 2010                   |

### Zmagovalci po državah
| Zmage | Država          |
| ----- | --------------- |
| 82    | Italija         |
| 4     | Slovenija       |
| 3     | Belgija         |
| 3     | Nizozemska      |
| 3     | Kolumbija       |
| 2     | Švica           |
| 2     | Rusija          |
| 2     | Španija         |
| 1     | Švedska         |
| 1     | Portugalska     |
| 1     | Francija        |
| 1     | Sovjetska zveza |
| 1     | Nemčija         |
| 1     | Luksemburg      |